# Nossa Senhora da Ponte
Nossa Senhora da Ponte é uma das diversas invocações de Maria, mãe de Jesus. Como indica o nome, o título em geral refere-se a imagens de Nossa Senhora associadas a uma ponte sobre um curso d'água.

## Histórico
Na Europa, este título é encontrado em diversos locais. Um exemplo é a Capela de Nossa Senhora da Ponte em Barcelos, Portugal, erigida por volta de 1328 quando da construção da ponte gótica da cidade sobre o rio Cávado. Esta capela, localizada perto da ponte, foi originalmente criada como refúgio para os peregrinos que se dirigiam a Santiago de Compostela. Ainda em Portugal, na cidade de Amarante, há uma imagem com a invocação de Nossa Senhora da Ponte na parte externa do Convento de São Gonçalo. Trata-se de uma pietà medieval de pedra que esteve num cruzeiro sobre a Ponte de São Gonçalo até 1763, quando uma cheia do rio Tâmega destruiu parte da ponte e a pequena imagem foi transferida ao convento.
No Brasil, a atual Catedral de Sorocaba, na cidade de mesmo nome (São Paulo), possui no altar principal a única imagem dedicada a Nossa Senhora da Ponte existente no país, trazida de Portugal em 1771. Como a igreja é localizada longe da ponte sobre o rio Sorocaba que existia na localidade na época colonial, acredita-se que a imagem chegou ao Brasil já com a invocação de Nossa Senhora da Ponte ou que tenha alguma relação com a cidade de Ponte de Lima, em Portugal. Outra possibilidade é que o título seja uma referência simbólica à "ponte" que Maria estabelece entre os fiéis e o reino de Deus e seu filho Jesus.